# Cao Tắc
Cao Tắc (tiếng Mãn: ᡤᠣᠰᡝ, chuyển tả: Gose, tiếng Trung: 高塞; bính âm: Gāosè, 1637 – 1670), hiệu Nghê Am (霓庵), Kính Nhất Chủ nhân (敬一主人), Kính Nhất Đạo nhân (敬一道人), là hoàng tử thứ sáu của Thanh Thái Tông Hoàng Thái Cực.

## Cuộc đời
Cao Tái sinh vào giờ Tý, ngày 16 tháng 2 (âm lịch) năm Sùng Đức thứ 2 (1637) trong gia tộc Ái Tân Giác La. Ông là con trai của Thanh Thái Tông Hoàng Thá i Cực và Thứ phi Nạp Lạt thị. Năm Thuận Trị thứ 9 (1652), ông được phong Phụ quốc công. Đến năm Khang Hi thứ 8 (1669), thì được tấn phong Trấn quốc công. Năm thứ 9 (1670), ngày 22 tháng 7, ông qua đời vì bệnh ở tuổi 34, được truy thụy "Khác Hậu" (慤厚).

## Đánh giá
- "Trì Bắc ngẫu đàm" của Vương Sĩ Chân: "Tính đạm bạc, như khô thiền lão nạp, hay đọc sách, giỏi đánh đàn, khéo thi họa, tinh thông nhạc lý, vui vẻ cùng văn sĩ qua lại. Thường thấy ông phỏng theo Vân Lâm tiểu phúc, văn chương đạm viễn, thoát khỏi biên giới thông thường".[1]

## Tác phẩm văn học

### Thơ
- Bính ngọ Trung thu

| Nguyên tác: 丙午中秋 碧天如水夜初凉, 三五蟾光满帝乡. 何处笙歌侵晓漏, 几家碪杵急秋霜. 仙台深闭金茎露, 月殿高悬桂子香. 独报幽怀浑不寐, 西风雁唳到虚堂. | Hán Việt: Bính ngọ Trung thu Bích thiên như thủy dạ sơ lương, Tam ngũ thiền quang mãn Đế vương. Hà xử sanh ca xâm hiểu lậu, Kỷ gia châm xử cấp thu sương. Tiên thai thâm bế kim hành lộ, Nguyệt điện cao huyền quế tử hương. Độc báo u hoài hồn bất mị, Tây phong nhạn lệ đáo hư đường. |

- Mậu thân xuân nhật hành thứ kế môn đăng độc nhạc tự các

| Nguyên tác: 戊申春日行次薊門登獨樂寺閣 春雨濕歸鞅，行色藉以沐。 落日投薊門，遂寄禪宮宿。 誰為初地功，高樓倚空築。 梯雲歷層楹，聊縱千里目。 回飆遞曉鐘，薄霧籠寒竹。 芳草麗郊原，新林變川陸。 豈意路道人，複此慰幽獨。 臨風思近睽，倚檻恣遙矚。 渤海杳漭沆，盤山互紆曲。 安期駐秦鑾，廣成降帝屋。 聖哲既已往，陳跡遺岩谷。 空同與滄溟，煙波恆斷續。 | Hán Việt: Mậu thân xuân nhật hành thứ kế môn đăng độc nhạc tự các Xuân vũ thấp quy ưởng, hành sắc tạ dĩ mộc. Lạc nhật đầu kế môn, toại ký thiện cung túc. Thùy vi sơ địa công, cao lâu ỷ không trúc. Thê vân lịch tằng doanh, liêu túng thiên lý mục. Hồi tiêu đệ hiểu chung, bạc vụ lung hàn trúc. Phương thảo lệ giao nguyên, tân lâm biến xuyên lục. Khởi ý lộ đạo nhân, phục thử úy u độc. Lâm phong tư cận khuê, ỷ hạm tứ diêu chúc. Bột hải yểu mãng hãng, bàn sơn hỗ hu khúc. An kỳ trú tần loan, nghiễm thành hàng đế ốc. Thánh triết ký dĩ vãng, trần tích di nham cốc. Không đồng dữ thương minh, yên ba hằng đoạn tục. |

- Túc hương nghiêm tự tuyệt đính

| Nguyên tác: 宿香嚴寺絕頂 雨霽空山夕, 尋幽入杳冥. 雲封千澗白, 露濯萬峰青. 飛鳥依簷宿, 流泉伏枕聽. 朦朧空翠裏, 孤月自亭亭. | Hán Việt: Túc hương nghiêm tự tuyệt đính Vũ tễ không sơn tịch, Tầm u nhập yểu minh. Vân phong thiên giản bạch, Lộ trạc vạn phong thanh. Phi điểu y diêm túc, Lưu tuyền phục chẩm thính. Mông lông không thúy lý, Cô nguyệt tự đình đình. |

### Các tác phẩm khác
- Cung Thọ đường tập (恭寿堂集).
- Du Thiên Sơn tổ việt tự đăng Liên Hoa Phong (游千山祖越寺登莲花峰).

## Tương quan
Sau khi Cao Tắc nhập kỳ, ông được phân vào Chính Hoàng kỳ Đệ nhị tộc, cùng kỳ tịch với Diệp Bố Thư, là một trong số ít những Tông thất bị đãi vào Thượng Tam kỳ, nguyên nhân chính là do thân phận quá thấp, không thể vào Nhập bát phân.

## Gia quyến
- Đích Phu nhân: Nhan Trát thị (颜扎氏), con gái của Tử tước Lại Đồ Khố (赉图库).

### Con trai
1. Tĩnh Hằng (靖恆, 1661 - 1740), mẹ là Nhan Trát thị. Năm 1670 tập phong Bất nhập Bát phân Phụ quốc công. Năm 1697 thụ Nội đại thần. Năm 1722 thụ Lĩnh thị vệ Nội đại thần, sau bị cách thối (1724). Năm 1728 cách tước Phụ quốc công. Có mười một con trai.
2. Triêu Đan (朝丹, 1662 - 1669), mẹ là Nhan Trát thị. Chết yểu.
3. Vân Thăng (雲升, 1664 - 1725), mẹ là Nhan Trát thị. Năm 1678 được phong Bất nhập Bát phân Phụ quốc công. Năm 1687 thụ Nội đại thần. Năm 1697 cách tước và toàn bộ chức vị. Kế thê là Nữu Hỗ Lộc thị, con gái của Át Tất Long. Có năm con trai.
4. Nguyên Trí (元智, 1667 - 1681), mẹ là Nhan Trát thị. Chết yểu.
5. Thành Phu (成孚, 1669 - 1724), mẹ là Nhan Trát thị. Năm 1683 được phong Bất nhập Bát phân Phụ quốc công. Năm 1687 thụ Nội đại thần. Năm 1721 cách tước và toàn bộ chức vị. Có năm con trai.